# 울산 인성암 신중도
울산 인성암 신중도(蔚山 引聖庵 神衆圖)는 울산광역시 울주군 서생면에 있는 신중도이다. 2007년 11월 22일 울산광역시의 유형문화재 제17호로 지정되었다.

## 개요
불법을 수호하는 역할을 맡은 여러 신들을 그려 정법(正法)과 도량의 수호를 담아낸 것을 통틀어 신중도라고 부른다.
울산 인성암 신중도는 대웅전 오른쪽 측면에 봉안되어 있으며 가로 105cm, 세로106.5cm 크기로 한 폭의 면 바탕 위에 그려진 채색화이다.
화면의 왼쪽에는 보관을 쓰고 연꽃을 들고 있는 제석천(帝釋天)을 금강권보살(金剛眷菩薩)과 일궁천자(日宮天子)가 왼쪽에서, 금강삭보살(金剛索菩薩)과 월궁천자(月宮天子)가 오른쪽에서 시립하고 있으며, 화면의 오른쪽에는 긴 창을 들고 있는 동진보살(童眞菩薩)을 주조신(主鋤神), 주산신(主山神), 호계대신(護戒大神), 복덕대신(福德大神), 도량신(道場神), 가람신(伽藍神)이 에워싸고 있다. 화면의 상단부 병풍 앞에는 7위의 천동(天童)들이 악기를 연주하고 있다.
울산 인성암 신중도는 부분적으로 박락의 흔적을 확인할 수 있지만 권속들의 인물표현에서 음영이 잘 묘사되어 각각의 표정들이 다양하게 표현되었다. 작품은 전반적으로 붉은색을 사용하였다.
신중도의 화면 아래에는 화기가 확인되는데, 박락상태가 심한 편이나 광서연호(光緖年號)와 절 이름이 남아 있어 1880년대에 조성된 것임을 알 수 있어 조선후기 불교회화 연구 및 신앙연구에 중요한 가치가 있는 문화재이다.

## 참고 자료
- 울산 인성암 신중도 - 국가유산청 국가유산포털